# Cethosia sarsina
Cethosia sarsina är en fjärilsart som beskrevs av Hans Fruhstorfer 1912. Cethosia sarsina ingår i släktet Cethosia och familjen praktfjärilar. Inga underarter finns listade i Catalogue of Life.